# یواس‌اس زورایا (اس‌پی-۲۳۵)
یواس‌اس زورایا (اس‌پی-۲۳۵) (به انگلیسی: USS Zoraya (SP-235)) یک کشتی بود که طول آن ۱۳۵ فوت ۰ اینچ (۴۱٫۱۵ متر) بود. این کشتی در سال ۱۹۰۱ ساخته شد.